# 生活経済学会
生活経済学会（せいかつけいざいがっかい、英名 The Japan Society of Household Economics）は、個人（家計）の経済活動全般の改善・充実に貢献することを目的として1985年（昭和60年）に発足した学会、日本学術会議（経済政策研究連絡委員会）のメンバー 。
事務局を東京都千代田区三崎町3-7-4に置いている。 

## 事業
- 総会・研究大会・市民公開シンポジウム・部会の開催、会報の発行、顕著な功績を挙げた者にたいする顕彰など[1]

## 学会誌
- 『生活経済学研究』[2]